# خانه سعادت
خانه سعادت مربوط به دوره قاجار است و در بافت قدیم شیراز، خیابان دستغیب، گذر سنگ سیاه واقع شده و این اثر در تاریخ ۲ آبان ۱۳۸۲ با شمارهٔ ثبت ۱۰۴۸۱ به‌عنوان یکی از آثار ملی ایران به ثبت رسیده است.
از جمله جاهای دیدنی شیراز خانه سعادت است که یکی از مهم‌ترین و جذاب‌ترین خانه‌های بازسازی شده شهر بوده و هنر و فرهنگ ایران را در زمان قاجار به نمایش می‌گذارد.
این مکان که به عنوان موزه خاتم نیز شناخته می‌شود، با مساحتی حدود ۱۲۰۰ متر مربع، در دو طبقه و با استفاده از مصالحی مانند آجر، خشت، و چوب ساخته شده است. این خانه دارای حیاط مرکزی، تالارها، اتاق‌های متعدد، و زیرزمین است و یکی از بهترین مکان‌ها برای عکاسی در شیراز است.

## نامگذاری
تاریخچه نامگذاری خانه سعادت به مالک اصلی آن بازمی‌گردد. حاج میرزا آقا سعادت فرزند حاجی علی اکبر تاجر شیرازی مالک خانه سعادت بوده است. همکاری وی با میراث فرهنگی موجب ماندگار شدن این اثر تاریخی گردید که موجب فخر شیراز و لذت گردشگران بافت تاریخی است. تزیینات این خانه به سبک معماری اصیل ایرانی، بسیار چشم‌نواز است و می‌توانید هنر کاشی‌کاری، گچ‌کاری، آجرکاری، حجاری، گره چینی و… را در این خانه مشاهده کنید. دو ورودی در ضلع شرقی و جنوبی، راهرو، حیاط، اتاق‌های سه‌دری و پنج‌دری، زیرزمین و… از قسمت‌های مختلف این عمارت است.
خانه سعادت در حال حاضر به‌عنوان موزه خاتم فعالیت می‌کند و با بازدید از آن، هم از تماشای بندبند این خانه تاریخی لذت خواهید برد و هم محو زیبایی هنر ناب خاتم‌کاری خواهید شد. همچنین این بنای تاریخی در سال ۸۴ مرمت و برای بازدید عموم آماده شد.